# Agathomyia decolor
Agathomyia decolor är en tvåvingeart som beskrevs av Kessel 1961. Agathomyia decolor ingår i släktet Agathomyia och familjen svampflugor.
Artens utbredningsområde är Pennsylvania. Inga underarter finns listade i Catalogue of Life.